# David Storl
David Storl (né le 27 juillet 1990 à Rochlitz) est un athlète allemand, spécialiste du lancer de poids. Il compte à son palmarès deux titres de champion du monde, en 2011 à Daegu et en 2013 à Moscou, trois titres de champion d'Europe, en 2012 à Helsinki, en 2014 à Zurich et en 2016 à Amsterdam ainsi qu'une médaille d'argent aux Jeux olympiques, en 2012.

## Biographie

### Débuts
David Storl a remporté la médaille d'or lors des 12e Championnats du monde junior en 2008 à Bydgoszcz, avec un jet de 21,08 m (poids de 6 kg) et celle des 5e Championnats du monde jeunesse  en 2007 à Ostrava (République tchèque), avec un jet de 21,40 m (poids de 5 kg). Il bat le record du monde junior du lancer de poids (6 kg) avec 22,73 m en 2009, il est alors junior 2e année. Ce record a, depuis, été battu par Jacko Gill mais constitue encore le record d'Europe. Toujours en 2009, il réussit déjà 20,43 m au poids senior.
Pour ses débuts sur le circuit international sénior, en 2010, David Storl se classe septième des Championnats du monde en salle de Doha (20,40 m) et quatrième des Championnats d'Europe de Barcelone (20,57 m). L'année suivante, il monte sur la deuxième marche du podium des Championnats d'Europe en salle de Paris-Bercy derrière son compatriote Ralf Bartels avec un jet à 20,75 m. Il atteint pour la première fois la limite des 21 mètres en réalisant 21,03 m à Göteborg. Il remporte par la suite les Championnats d'Europe par équipes (20,81 m) et les Championnats d'Europe espoirs (20,45 m).

### Champion du monde (2011 et 2013)

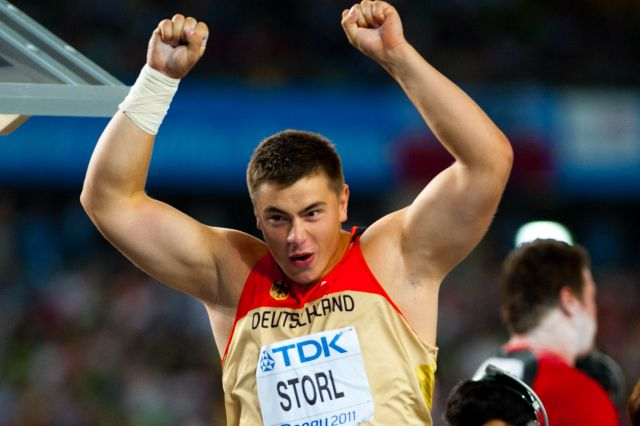
David Storl lors des championnats du monde 2011

Il devient champion d'Allemagne de lancer du poids en 2011 avec un jet à 20,35 m à Cassel. Il se qualifie pour la finale des Championnats du monde 2011 avec le meilleur lancer à 21,50 m. Il améliore ainsi son record personnel comme en finale où, à deux reprises, avec des jets à 21,60 m et 21,78 m, il remporte son premier titre international senior. En octobre 2011, il est élu révélation européenne de l'année.
Il remporte la médaille d'argent des championnats du monde d'athlétisme en salle 2012 en mars à Istanbul avec un jet de 21,88 m soit son record personnel, devancé par Ryan Whiting qui réalise 22,00 m. Fin juin, David Storl décroche son premier titre continental à l'occasion des Championnats d'Europe d'Helsinki où il s'impose avec un jet de 21,58 m, sa meilleure marque de la saison en extérieur, devant le Néerlandais Rutger Smith et le Serbe Asmir Kolašinac. 
Aux Jeux olympiques de 2012, à Londres, David Storl bat son record personnel à son premier essai avec 21,84 m, avant d'ajouter deux centimètres supplémentaires dès sa deuxième tentative avec 21,86 m. Il s'incline néanmoins face au Polonais Tomasz Majewski qui conserve son titre olympique en effectuant un jet à 21,89 m à son sixième et dernier essai

En 2013, aux championnats du monde organisés à Moscou, il parvient à conserver son titre mondial avec un jet mesuré à (21,73 m), terminant devant l'Américain Ryan Whiting (21,57 m) et le Canadien Dylan Armstrong (21,34 m).

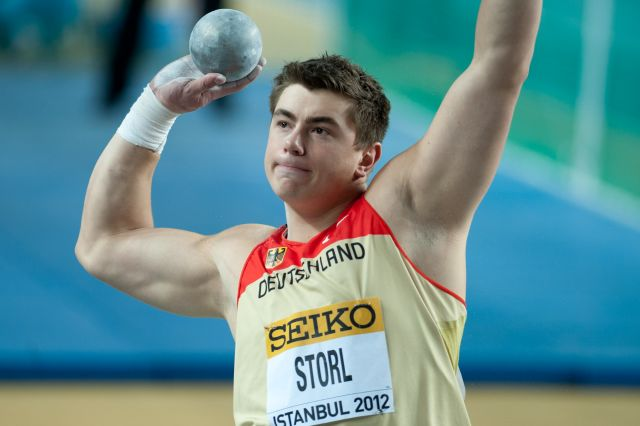
David Storl en 2012.

Deuxième des championnats du monde en salle de 2014 (21,79 m), derrière l'Américain Ryan Whiting (22,05 m), il porte son record personnel à 21,97 m fin juillet à Londres, avant de remporter son deuxième titre continental en plein air consécutif lors des championnats d'Europe de Zurich où il s'impose grâce à un jet à 21,41 m.
En juillet 2015, à l'Athletissima de Lausanne, David Storl dépasse pour la première fois de sa carrière la limite des 22 mètres en établissant avec 22,20 m la meilleure marque européenne depuis Ulf Timmermann en finale des Jeux olympiques de 1988. Il ne parvient pas à remporter une troisième couronne mondiale consécutive en s'inclinant devant l'Américain Joe Kovacs lors des championnats du monde 2015 à Pékin.
En 2016, après une saison compliquée en raison de problèmes récurrents de genou qu'il a fallu opérer, il remporte néanmoins les Championnats d'Europe d'athlétisme 2016 à Amsterdam avec un jet à (21,31 m), soit 8 centimètres de moins que son record de saison réalisé à Londres quelque temps après. Puis en août, il se classe 7e de la finale olympique de Rio de Janeiro avec un lancer mesuré à 20,64 m, ce qui fait de ce classement sa pire compétition internationale depuis ses débuts.
Le 4 mars 2017, il remporte la médaille de bronze des Championnats d'Europe en salle de Belgrade avec un jet à 21,30 m, battu par le Polonais Konrad Bukowiecki (21,97 m, WL) et le Tchèque Tomáš Staněk (21,43 m, PB) et termine 10e des championnats du monde de Londres peu de temps après avec un décevant 20,80 m. 
Le 3 mars 2018, Storl remporte pour la troisième fois de sa carrière la médaille d'argent aux championnats du monde en salle, cette fois à Birmingham, avec un jet à 21,44 m. Il est battu par le tenant du titre Tomas Walsh, auteur d'un record des championnats avec 22,31 m. Quelques mois plus tard, à Berlin, il décroche une médaille de bronze aux Championnats d'Europe avec un jet mesuré à 21,41 m. 
Pour débuter l'année 2019, il décroche la médaille d'argent le 1er mars aux Championnats d'Europe en salle 2019 à Glasgow avec 21,54 m, derrière le Polonais Michał Haratyk. Blessé, il doit déclarer forfait pour les championnats du monde 2019 à Doha. 

## Palmarès
| Date | Compétition                       | Lieu             | Résultat | Marque  |
| ---- | --------------------------------- | ---------------- | -------- | ------- |
| 2007 | Championnats du monde cadets      | Ostrava          | 1er      | 21,40 m |
| 2008 | Championnats du monde juniors     | Bydgoszcz        | 1er      | 21,08 m |
| 2009 | Championnats d'Europe juniors     | Novi Sad         | 1er      | 22,40 m |
| 2010 | Championnats du monde en salle    | Doha             | 5e       | 20,40 m |
| 2010 | Championnats d'Europe             | Barcelone        | 4e       | 20,57 m |
| 2011 | Championnats d'Europe en salle    | Paris            | 2e       | 20,75 m |
| 2011 | Championnats d'Europe par équipes | Stockholm        | 1er      | 20,81 m |
| 2011 | Championnats d'Europe espoirs     | Ostrava          | 1er      | 20,45 m |
| 2011 | Championnats du monde             | Daegu            | 1er      | 21,78 m |
| 2011 | DécaNation                        | Nice             | 1er      | 20,30 m |
| 2012 | Championnats du monde en salle    | Istanbul         | 2e       | 21,88 m |
| 2012 | Championnats d'Europe             | Helsinki         | 1er      | 21,58 m |
| 2012 | Jeux olympiques                   | Londres          | 2e       | 21,86 m |
| 2013 | Championnats d'Europe par équipes | Gateshead        | 1er      | 20,47 m |
| 2013 | Championnats du monde             | Moscou           | 1er      | 21,73 m |
| 2014 | Championnats du monde en salle    | Sopot            | 2e       | 21,79 m |
| 2014 | Championnats d'Europe par équipes | Brunswick        | 1er      | 21,20 m |
| 2014 | Championnats d'Europe             | Zurich           | 1er      | 21,41 m |
| 2014 | Ligue de diamant                  | Ligue de diamant | 2e       | détails |
| 2015 | Championnats d'Europe en salle    | Prague           | 1er      | 21,23 m |
| 2015 | Championnats d'Europe par équipes | Tcheboksary      | 1er      | 21,20 m |
| 2015 | Championnats du monde             | Pékin            | 2e       | 21,74 m |
| 2015 | Ligue de diamant                  | Ligue de diamant | 2e       | détails |
| 2016 | Championnats d'Europe             | Amsterdam        | 1er      | 21,31 m |
| 2016 | Jeux olympiques                   | Rio de Janeiro   | 7e       | 20,64 m |
| 2016 | Ligue de diamant                  | Ligue de diamant | 8e       | détails |
| 2017 | Championnats d'Europe en salle    | Belgrade         | 3e       | 21,30 m |
| 2017 | Championnats d'Europe par équipes | Lille            | 2e       | 21,23 m |
| 2017 | Championnats du monde             | Londres          | 10e      | 20,80 m |
| 2018 | Championnats du monde en salle    | Birmingham       | 2e       | 21,44 m |
| 2018 | Championnats d'Europe             | Berlin           | 3e       | 21,41 m |
| 2018 | Ligue de diamant                  | Ligue de diamant | 6e       | 21,33 m |
| 2019 | Championnats d'Europe en salle    | Glasgow          | 2e       | 21,54 m |

## Records
| Épreuve         | Épreuve   | Marque  | Lieu     | Date           |
| --------------- | --------- | ------- | -------- | -------------- |
| Lancer du poids | Plein air | 22,20 m | Lausanne | 9 juillet 2015 |
| Lancer du poids | En salle  | 21,88 m | Istanbul | 9 mars 2012    |